# Dogmersfield
Dogmersfield es una parroquia civil y un pueblo del distrito de Hart, en el condado de Hampshire (Inglaterra).

## Geografía
Según la Oficina Nacional de Estadística británica, Dogmersfield tiene una superficie de 7,67 km².

## Demografía
Según el censo de 2001, Dogmersfield tenía 249 habitantes (49% varones, 51% mujeres) y una densidad de población de 32,46 hab/km². El 13,25% eran menores de 16 años, el 82,33% tenían entre 16 y 74, y el 4,42% eran mayores de 74. La media de edad era de 45,8 años. Del total de habitantes con 16 o más años, el 17,13% estaban solteros, el 71,3% casados, y el 11,57% divorciados o viudos.
El 87,9% de los habitantes eran originarios del Reino Unido. El resto de países europeos englobaban al 4,84% de la población, mientras que el 7,26% había nacido en cualquier otro lugar. Según su grupo étnico, el 98,8% eran blancos y el 1,2% asiáticos. El cristianismo era profesado por el 85,02%, mientras que el 10,53% no eran religiosos y el 4,45% no marcaron ninguna opción en el censo.
137 habitantes eran económicamente activos, 133 de ellos (97,08%) empleados y 4 (2,92%) desempleados. Había 114 hogares con residentes, 8 vacíos, y 3 eran alojamientos vacacionales o segundas residencias.